# Гейфман, Анна Аркадьевна
А́нна Арка́дьевна Ге́йфман (род. 1962, Ленинград) — американский и израильский историк.

## Биография
Родилась в еврейской семье. В 1976 году вместе с семьёй эмигрировала в США. В 1985 году окончила Бостонский университет, получив степень магистра.
Продолжила образование в Гарвардском университете, где в 1990 году получила степень PhD по истории. Профессор Бостонского университета.
Исторические работы Гейфман посвящены политическому терроризму в России начала XX века и психологии современного терроризма (события в Беслане и другие акты современного массового террора).
С 2007 года живёт в Израиле (в Иерусалиме), профессор Бар-Иланского университета.

## Труды
- Thou Shalt Kill: Revolutionary Terrorism in Russia, 1894—1917. Princeton University Press. 1993.
  - Русское издание: Революционный террор в России. 1894—1917. Крон-Пресс. 1997. ISBN 5-232-00608-8. Перевод Е. Ю. Дорман.
- Entangled in Terror: The Azef Affair and the Russian Revolution. Rowman & Littlefeld Publishers, Inc., 2000.
  - Русское издание: В сетях террора. Дело Азефа и русская революция. Аиро XX. 2002. ISBN 5887350946[1]
- На службе у Смерти // Отрывки из книги «Начало современного терроризма: очерк обычаев и нравов». Бостонский университет, издательство «Либерти», Нью-Йорк, 2006
- Death Orders: The Vanguard of Modern Terrorism in Revolutionary Russia. Praeger Security International. 2010.

## Оценка деятельности

### Положительные отзывы
Ричард Пайпс, профессор истории Гарвардского университета, отметил, что подход Гейфман является «широкомасштабным пониманием терроризма».
Пол Холландер, профессор социологии Массачусетского университета, пишет, что книга Гейфман «Начало современного терроризма: очерк обычаев и нравов» — это «оригинальное и тщательно изученное сравнительное исследование современного политического террора… Автор проявляет исключительное понимание менталитета и методологии русских террористов 19-го века, современных исламских террористов-смертников и политических экстремистов в целом».
Стивен Эмерсон, исполнительный директор Исследовательского проекта по терроризму (США), утверждает, что «Самая последняя книга Анны Гейфман — это обязательная литература для всех, кто пытается расшифровать психику современных международных террористов».
По мнению историка Жан-Франсуа Колосимо, Анна Гейфман внесла «важный вклад в историческое, политическое, философское и психологическое понимание терроризма».

### Критика
Российский историк О. В. Будницкий, отдавая должное кропотливому труду автора с архивным материалом, отметил: «Мне представляется, что негативное воздействие на труд Гейфман оказало то, что обычно инкриминировалось советской исторической науке — идеологическая установка. Для неё революционеры — только экстремисты, использующие любые средства в борьбе против легитимной власти. Симпатии Гейфман всецело на стороне этой власти, которую она иногда упрекает задним числом за неприятие своевременно жёстких мер. Временами кажется, что автор смотрит на события из окна Департамента полиции».

## Мнения
- Городницкий Р. А. Боевая организация партии социалистов-революционеров в 1901—1911 гг. М.: РОССПЭН — 1998. — 239с. (с.20 −21)
- Прайсман Л. Г. Террористы и революционеры, охранники и провокаторы. Архивная копия от 31 января 2011 на Wayback Machine Москва: РОССПЭН, 2001.- 432 с.
- Тарасов А. Н. Расистские предрассудки под маской либерализма Архивная копия от 3 февраля 2014 на Wayback Machine «Марксизм и современность», 1997, № 3